# Clive Murray
Clive Murray (Granada, 5 de diciembre de 1990) es un exfutbolista granadino que jugaba en la posición de delantero.

## Carrera

### Club
| Periodo   | Club          |
| --------- | ------------- |
| 2010-2012 | Mount Rich FC |
| 2012–2017 | Roi Et United |
| 2017–2018 | Paradise FC   |

### Selección nacional
A nivel de selecciones menores representó a Granada en las categorías sub-17, sub-20 y sub-23. Jugó para Granada en 20 ocasiones de 2011 a 2015 y anotó seis goles, uno de esos goles fue el primer gol de Granada en la historia de la Copa de Oro de la Concacaf, el cual fue en la derrota por 1-7 ante Honduras el 10 de junio de 2011.